# Убийство Марты Моксли
Марта Моксли (16 августа 1960 — 31 октября 1975) — американская девочка, ставшая жертвой жестокого убийства, к которому был причастен племянник Этель Скейкель-Кеннеди — вдовы Роберта Кеннеди, брата 35-го президента США Джона Кеннеди. Дело об убийстве Марты Моксли длилось более 25 лет.

## Биография
Семья Марты Моксли перебралась на Восточное побережье из Калифорнии. Её отец стал старшим партнёром крупной нью-йоркской аудиторской фирмы «Touche Ross». Семья Моксли жила в большом каменном особняке эпохи Тюдоров, расположенном на берегу залива Лонг-Айленд в штате Коннектикут (близ города Гринвич), в охраняемом посёлке Белль-Хейвен. Соседями Моксли были известные бизнесмены, политики и звезды шоу — бизнеса.
15-летняя Марта Моксли была любимицей посёлка, вела себя очень спокойно, но довольно раскрепощённо. На неё обращали внимание многие мальчики.

## Убийство
30 октября 1975 года было последним днём школьных занятий перед трёхдневным уик-эндом — 31-го отмечался Хэллоуин. В тот день стемнело рано. Марта с друзьями ходила по посёлку, собирая конфеты и печенье. Они забрели в половине восьмого вечера в дом местной семьи Скейкель.
Семейство Скейкель находилось в родстве с кланом Кеннеди: родная сестра главы семейства Раштона Скейкеля, основателя и владельца крупнейшей в своё время в Америке частной компании «Great Lakes Carbon», вышла замуж за сенатора Роберта Кеннеди и овдовела в 1968 году после убийства мужа. Раштон стал вдовцом в 1973 году: его жена Энн скончалась от рака, оставив ему семерых детей. Раштон Скейкель впал в тяжёлую депрессию и воспитанием потомства интересовался мало. Он много отсутствовал и оставлял детей под присмотром прислуги. Скейкели были ирландцами и считались в округе членами «ирландской мафии».
В тот день Раштон отправился на охоту. Не оказалось дома и никого из детей Скейкелей: садовник сообщил гостям, что все дети вместе с домашним учителем обедают в частном клубе. Компания отправилась шалить по посёлку. Компания Марты вернулась позже, но Скейкелей по-прежнему не было. Вскоре от группы осталось трое — дети должны были вернуться домой. Остальные ребята продолжили гулять. Среди оставшихся была и Марта — её дом располагался через дорогу от дома Скейкелей.
Они в третий раз пришли к Скейкелям. Во дворе стояла машина Скейкелей, чёрный «Lincoln Continental», а в нём на водительском месте сидел и слушал музыку ровесник Марты Майкл Скейкель. Пришедшие ребята сели в «линкольн». Двое ребят — Джеффри и Хелен сели на заднее сиденье, а Марта — рядом с Майклом. Спустя некоторое время из дома вышел брат Майкла, семнадцатилетний Томас. Увидев Марту, решил присоединиться к обществу. Он сел на то же сиденье, что и она, вскоре его рука оказалась на коленке девушки. Она сказала: «Убери руку». Том убрал, но при этом сострил и Марта засмеялась. Том позднее признался, что выпил в клубе спиртное.
В половине десятого во дворе дома появились Джули Скейкель восемнадцати лет и её подруга Андреа Шекспир. Джули сказала что машина нужна ей, чтобы отвезти домой подругу. Вскоре из дома вышли ещё двое братьев — Раштон-младший девятнадцати лет и шестнадцатилетний Джон, а вместе с ними их двоюродный брат Джим. Они сказали, что отправляются к Джиму для продолжения вечеринки и все желающие могут присоединиться. Джим жил на другом конце Гринвича. Джеффри и Хелен сказали, что им пора домой. Марта и Том тоже отказались. Но они не разошлись, а остались вдвоём во дворе дома Скейкелей. Уходя Джеффри и Хелен видели, что Том и Марта обнимаются и целуются.
Домой Марта не вернулась. Её мать Дороти (отец был в отъезде) встревожилась около десяти часов вечера. Обзвонив её друзей и подруг, она выяснила, что они оставили Марту в обществе Томаса Скейкеля. В доме Скейкелей трубку сняла Джули; она сказала, что Том уже в постели. Лишь с третьей попытки Дороти Моксли добилась, чтобы к телефону подошёл Том. Он сказал, что расстался с Мартой вскоре после того, как они остались наедине, то есть в 21:30 или чуть позднее, она отправилась домой. Дороти Моксли той же ночью заявила в полицию. Патрульная машина сделала пару кругов по посёлку, но больше ничего предпринимать не стала.
Утром мать пропавшей девочки пришла в дом семьи Скейкель. Майкл, открывший дверь, выглядел встревоженным, но о местонахождении Марты ничего не знал. Он сказал что видел её последний раз гуляющей с Томасом опять-таки примерно в 9:30 вечера. Вскоре после полудня обнаружился труп Марты Моксли. Она была найдена под деревом во дворе своего дома лежащей лицом вниз. Лицо было в синяках, волосы пропитались кровью, на шее была рваная рана. Её джинсы и нижнее бельё были спущены ниже колен.

## Расследование
Полиция Гринвича не имела никакого опыта расследования убийств. Полицейские сразу допустили ошибку, сильно осложнившую следствие: коронер штата не смог сразу прибыть на место преступления, и окровавленное тело, прикрытое простынёй, оставалось там, где его нашли, в течение полутора суток.
Погода была холодная, труп быстро окоченел. Криминалисты впоследствии не смогли с достаточной точностью установить, когда наступила смерть. На трупе не было найдено следов сексуального насилия. Вскрытие показало, что покойница была девственницей.
Марта умерла от того, что её били по голове металлической клюшкой для гольфа, потом проткнули горло. От ударов клюшка разломилась на четыре части. Однако найти удалось лишь крюк и два куска древка — рукоятка исчезла.
Томми Скейкель был допрошен в первый же день. Он оказался последним, кто видел Марту живой. Он стал подозреваемым. Томми сказал, что, расставшись с Мартой, пришёл к себе в комнату и стал готовить домашнее задание.
Его спросили, какое именно, Томми уточнил — «про Абрахама Линкольна». Полиция навела справки в колледже. Оказалось, Томми соврал — такого задания ему никто не задавал, и курса истории у него не было. При обыске полицейские изъяли набор клюшек, принадлежавший покойной матери братьев Скейкелей. Клюшки были той же (довольно редкой) фирмы «Toney Penna», что и сломанная, найденная на месте преступления.
В комплекте не хватало именно той клюшки, которой была убита Марта. На кожаных рукоятках всех клюшек комплекта был наклеен ярлык с именем владелицы, что наводило на мысль что убийца специально хорошо спрятал рукоятку.
Полиция обратилась ко всем химчисткам посёлка с просьбой сообщать о любой поступившей к ним одежде, запачканной кровью. Губернатор Коннектикута назначил награду в размере 20 тысяч долларов за помощь в раскрытии преступления. Родители Марты увеличили сумму до 50 тысяч. В 1996 году они её удвоили.
От соседей Моксли и Скейкелей полицейские узнали, что в ночь убийства, около 11 часов, все собаки поселка стали лаять. Помимо Томми, под подозрение попал домашний учитель Скейкелей Кеннет Литтлтон, который был с детьми в тот вечер в клубе.
Дело запутывалось. У полиции не было улик, а семья Скейкелей при помощи дорогих адвокатов мешала делу.
Дело об убийстве Марты Моксли сразу же получило широкую огласку. Все это плохо отразилось на детях — их стали переводить в другие школы, они стали употреблять марихуану и алкоголь в больших количествах.

## Суд
Спустя 22 года, в июне 1998 года дело дошло, наконец, до большого жюри в составе одного человека — судьи Джорджа Тима. Он должен был решить, следует ли на основании имеющихся улик предъявить кому-либо обвинение в убийстве. Ему потребовалось полтора года. Он выслушал показания тридцати свидетелей и изучил все собранные по делу материалы. После этого он взял еще шестьдесят дней на раздумья. 19 января 2000 года было объявлено, что прокуратура штата Коннектикут получила судебный ордер на арест.
В тот же день адвокат Майкла Скейкеля заявил, что его клиент намерен добровольно сдаться в полицию. Это произошло после того, как Майкл был арестован и позже освобожден из-под стражи под залог в 500 тысяч долларов. Несмотря на то что обвиняемому исполнилось 39 лет, благодаря усилиям хитроумных адвокатов он должен был предстать перед судом для несовершеннолетних. Потребовался год, чтобы дело Майкла Скейкеля по настоянию прокуратуры штата было передано в суд общей юрисдикции.
Судья верховного суда штата Коннектикут Джон Каваневски удалил телекамеры из зала суда.

## Доказательства
Проблема была в отсутствии неопровержимых улик и доказательств. Даже одежду и обувь, которые были на Майкле в ночь убийства, следствие умудрилось потерять. Обвинение представило следующие доказательства:
- Несколько свидетелей утверждали, что Майкл Скейкель признался им в убийстве Марты Моксли, совершенном на почве ревности к старшему брату, к которому якобы проявила благосклонность покойная девочка. Дневник Марты Моксли, несколько иносказательно, подтверждает это.
- У Майкла Скейкеля было алиби на период от 9:30 до 11:30 вечера, когда, согласно его показаниям, он вернулся домой от двоюродного брата. Однако спать он не пошел, хотя в своих первоначальных показаниях утверждал именно это.

Адвокат пытался убедить суд в сомнительности улик и заблуждениях свидетелей. На суде выступил 75-летний Раштон Скейкель. Его показания не помогли ни защите, ни обвинению — на изношенности лет у Раштона Скейкеля была диагностирована шизофрения.

## Приговор

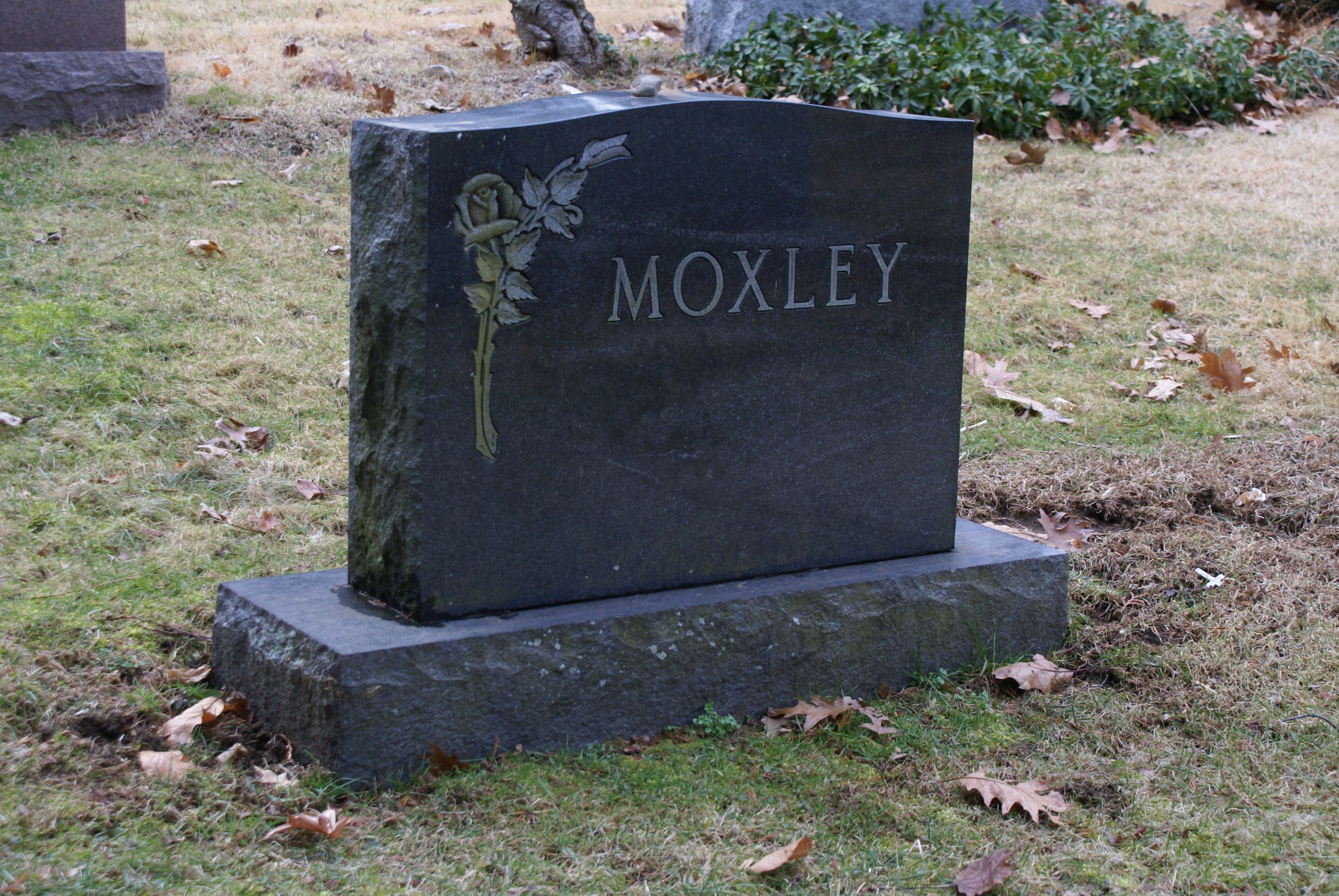
Могила Марты Моксли

Суд начался в 2001 году. Скейкель не признал себя виновным. 29 августа 2002 года он был признан виновным в убийстве Марты Моксли и приговорен к 20 годам лишения свободы. 13 января 2006 года Верховный суд штата Коннектикут оставил приговор в силе.

## В массовой культуре
- В 1991 году Раштон Скейкель нанял детективов частного сыскного агентства «Sutton Associates», чтобы они провели независимое расследование. Частные детективы, допрашивая по отдельности Томми и Майкла, сообщили каждому, что на месте преступления обнаружены частицы его ДНК и потребовали объяснить, как они туда попали. Старший сказал, что они с Мартой целовались, и дело дошло до взаимной мастурбации. Младший заявил, что, вернувшись от кузена в половине двенадцатого, он влез на дерево, растущее перед домом Моксли, и, глядя в окно спальни Марты, мастурбировал — это было то самое дерево, под которым нашли труп. Узнав о результатах, Раштон Скейкель сполна расплатился с агентством и попросил уничтожить все материалы. Однако в сыскной конторе оказался человек, снявший копию с отчета и передавший её писателю Доминику Данну. Пользуясь материалами, Данн написал и опубликовал роман, ставший бестселлером — «A Season in Purgatory» («Сезон в чистилище»). Автор романа потерял дочь при похожих обстоятельствах и хотел, чтобы правосудие свершилось.
- В 2002 году на экраны вышел фильм «Убийство в Гринвиче» по мотивам истории Марты Моксли. В роли Марты снялась Мэгги Грейс.